# ナポリの月
「ナポリの月 (Moon Over Naples)」は、1965年にドイツ人のバンドリーダーであるベルト・ケンプフェルトが作曲、初演した器楽曲で、ケンプフェルトがデッカ・レコードから出したアルバム『The Magic Music of Far Away Places』の1曲目に収録された。

## カバー
セルジオ・フランチが、チャールズ・シングルトンの歌詞で吹き込んだボーカル盤が1966年に出たが、これはチャート入りしなかった。同じ1966年には、作曲家のエディ・スナイダーが新たな歌詞を書いて曲名も「スパニッシュ・アイズ (Spanish Eyes)」と改め、アル・マルティーノが歌った盤がヒットした。その後、この曲のすべてのバージョンに関して（いずれの曲名であれ）シングルトンとスナイダーの両方が著作者としてクレジットされるようになった。1965年の遅い時期にアメリカ合衆国でリリースされたこのバージョンは、1966年はじめに Billboard Hot 100 チャートで最高15位まで上昇し、 『ビルボード』誌のイージーリスニング・チャート (Easy Listening chart) の首位に4週間とどまった。このボーカル盤は、ヨーロッパでもヒットし、ドイツでは80万枚を超えるヒットとなり、全英シングルチャートにも2回登場し、1970年に最高49位まで浮上した後、1973年8月に5位まで上昇した。
アンディ・ウィリアムスは、1967年のアルバム『野生のエルザ (Born Free)』にこの曲を収録した。
1968年、ケンプフェルトは「ナポリの月」によって、この年に5つ獲得したBMI賞のひとつを受賞した。他の4つは「Lady」、「Sweet Maria」、「夜のストレンジャー」、「The World We Knew (Over and Over)」の作曲に対して与えられたものであったが、ケンプフェルトは没後の2003年9月16日にもBMI賞を死後受賞している。
「スパニッシュ・アイズ」（ないし、「スペインの瞳」）としてのこの曲は、エルヴィス・プレスリー、エンゲルベルト・フンパーディンク、ウェイン・ニュートン、フェイス・ノー・モアなどによって取り上げられた。『ザ・シンプソンズ』のエピソード「シンプソン家の貧乏脱出大作戦 (Homer vs. Dignity)」では、ホーマー・シンプソンがこの曲を歌っている。1988年には、ウィリー・ネルソンとフリオ・イグレシアスによるカバーが、 『ビルボード』誌のカントリー・ミュージックのチャート (Hot Country Singles) で8位となった.。
イギリスのテレビ・コメディ『Benidorm』の第3シーズンの最終回では、登場人物のメル (Mel) とマッジ (Madge) に扮したジョフリー・ハッチングスとシーラ・リードが、この曲を歌った。
リトル・ウィリー・リトルフィールドは、1990年のアルバム『Singalong with Little Willie Littlefield』にこの曲を収録した。
2013年には、イル・ディーヴォが、イギリスの歌手エンゲルベルト・フンパーディンクと共演でこの曲を吹き込み、アルベルト・キンテロがプロデュースして2014年9月30日にリリースしたアルバム『Engelbert Calling』に収録した。